# Nicolaus Hulthin
Nicolaus Hulthin, född 1689 i Västra Husby församling, Östergötlands län, död 12 februari 1737 i Kättilstads församling, Östergötlands län, var en svensk präst.

## Biografi
Nicolaus Hulthin föddes 1689 i Västra Husby församling och döptes 18 september samma år. Han var son till kyrkoherden Petrus Hulthijn i Mjölby församling och Catharina Åkerberg. Hulthin blev 1712 student vid Uppsala universitet och promoverades 1722 till filosofie magister. Han prästvigdes 28 januari 1724 och blev 1725 kollega vid Linköpings trivialskola. Hulthin blev 1728 konrektor vid Linköpings trivialskola och 17 mars 1731 kyrkoherde i Kättilstads församling. Han avled 1737 i Kättilstads socken.

### Familj
Hulthin gifte sig 6 januari 1726 med Anna Kristina Schultz (1695–1766), dotter till kyrkoherden Jakobus Petrus Schultz i Kättilstads församling och Katarina Kock. De fick tillsammans barnen lektorn Petrus Hulthin (född 1727) vid Linköpings gymnasium, lektorn Jacob Hulthin (född 1728) vid Linköpings gymnasium, övermasmästaren Johan Hulthin (1732–1789) i Norrland, Sara Katarina Hulthin (född 1734) som var gift med komministern D. Hedberg i Hycklinge församling och komministern S. Wirelius i Hycklinge församling.